# KNSB-rating
De KNSB-rating is een meetsysteem van de Koninklijke Nederlandse Schaakbond, hoe een schaker presteert in Nederlandse schaaktoernooien en/of competitie. Het systeem komt overeen met het systeem van de FIDE-rating, maar wijkt op diverse punten toch af. In februari 2008 is er een nieuw berekeningssysteem ingevoerd. Met dit systeem is de berekening transparanter dan voorheen.
Met het nieuwe systeem is de rating van de tegenstander bekend. Deze is gelijk aan de eerste ronde van het evenement. Dit kan een toernooi zijn, maar ook een competitiewedstrijd. Het is nu mogelijk om na de partij nauwkeurig te bepalen, wat de partij heeft opgeleverd.
De k-factor is bij beginnende speler afhankelijk van het aantal partijen dat verwerkt is. Een schaker is een beginnende schaker, als hij minder dan vijftig partijen heeft gespeeld. De k-factor is zodanig gekozen, dat bij beginnende schakers de eerste evenementen onevenredig zwaar meetellen. De nieuwe partijen tellen ongeveer anderhalf keer zo zwaar mee als de oude.
Voor schakers met een buitenlandse nationaliteit wordt de FIDE-rating gebruikt, als ze weinig of geen partijen in Nederland hebben gespeeld. Het uitgangspunt van de Koninklijke Nederlandse Schaakbond is dat de FIDE-rating als zeer betrouwbaar wordt beschouwd en gebaseerd is op meer en recentere partijen. Daarbij komt, dat de partijen van buitenlanders in het buitenland door de Koninklijke Nederlandse Schaakbond niet verwerkt kunnen worden.
De KNSB-rating wordt maandelijks opgemaakt.